# 城ヶ倉温泉
城ヶ倉温泉（じょうがくらおんせん）は、青森県青森市荒川（旧国陸奥国）にある温泉。

## 泉質
単純泉（源泉温度約36度）。

## 効能
神経痛、リューマチ。

## 温泉街
八甲田山の西側、城ヶ倉大橋の近くに一軒宿の「ホテル城ヶ倉」が存在する。一軒宿と言ってもその規模は大きい。周囲はブナの原生林である。
八甲田山ロープウェー山頂から城ヶ倉温泉まで2.1kmのスキールート（城ヶ倉温泉ルート）がある。北側は八甲田スキー場、南東側は酸ヶ湯地区へとつながる。

## アクセス
- 公共交通：奥羽本線・津軽線・青い森鉄道線青森駅からJRバス東北十和田北線で約80分。
- 自動車：青森自動車道青森中央ICから国道7号青森環状道路・国道103号で約40分または東北自動車道黒石ICから国道102号・国道394号で約30分。